# Seasons in the Abyss
A Seasons in the Abyss a Slayer nevű zenekar 1990-ben kiadott albuma. Egyfajta szintézisét adja két elődjének, a Reign in Blood-nak, és a South of Heaven-nek. A lemezt nyitó „War Ensemble” egy gyors, Reign in Blood vénájában íródott szám, de ezt több dallamosabb szerzemény is követi, és a lemezen nagyjából fele-fele arányban találhatunk agresszívebb, illetve melodikusabb dalokat. Sokan ezt tartják az utolsó klasszikus Slayer-albumnak, valamint egészen a 2006-os Christ Illusion albumig ez volt az utolsó Slayer-stúdiólemez, melyen Dave Lombardo dobolt.
A lemezt 2017-ben a Rolling Stone magazin a Minden idők 100 legjobb metalalbuma listáján a 31. helyre rangsorolta.

## Dalok
1. War Ensemble (Araya/Hanneman) – 4:52
2. Blood Red (Araya/Hanneman) – 2:50
3. Spirit In Black (Hanneman/King) – 4:07
4. Expendable Youth (Araya/King) – 4:10
5. Dead Skin Mask (Araya/Hanneman) – 5:17
6. Hallowed Point (Araya/Hanneman/King) – 3:24
7. Skeletons Of Society (King) – 4:41
8. Temptation (King) – 3:26
9. Born Of Fire (Hanneman/King) – 3:08
10. Seasons In The Abyss (Araya/Hanneman) – 6:32

## Közreműködők
- Tom Araya – basszusgitár, ének
- Jeff Hanneman – gitár
- Kerry King – gitár
- Dave Lombardo – dob
- Rick Rubin – producer
- Andy Wallace – hangmérnök

## Listás helyezés

### Album
Billboard
| Év   | Lista             | Helyezés |
| ---- | ----------------- | -------- |
| 1990 | The Billboard 200 | 40       |